# Evropsko fizikalno društvo
Evropsko fizikalno društvo (angleško European Physical Society, okrajšava EPS) je neprofitna organizacija, katere namen je spodbujati fiziko in fizike v Evropi z raznimi metodami. Uradno je bila ustanovljena leta 1968. V društvo so včlanjena nacionalna fizikalna društva 42 držav in ima približno 3200 posameznih članov. Najpomembnejša, najstarejša in največja organizacija fizikov na svetu je Nemško fizikalno društvo, ki je tudi članica EPS. Tudi Društvo matematikov, fizikov in astronomov Slovenije (DMFA) je trenutno članica EPS.

## Konference
Ena njihovih glavnih dejavnosti je organizacija mednarodnih konferenc.
EPS sponzorira konference na primer Mednarodna konferenca študentov fizike leta 2011. 

## Oddelki in skupine
EPS organizira oddelke in skupine, ki organizirajo aktualne konference, seminarje in delavnice. Oddelke in skupine vodijo odbori, ki jih izvolijo člani. Trenutni oddelki EPS so:
- Oddelek za atomsko, molekularno in optično fiziko
- Oddelek za zgoščene snovi
- Oddelek za fiziko okolja
- Oddelek za gravitacijsko fiziko
- Oddelek za fiziko delcev visoke energije
- Oddelek za jedrsko fiziko
- Oddelek za fiziko v znanostih o življenju
- Oddelek za fizično vzgojo
- Oddelek za fiziko plazme
- Oddelek za kvantno elektroniko in optiko
- Evropski oddelek za fiziko sonca
- Oddelek za statistiko in nelinearno fiziko

Trenutne skupine EPS so:
- Skupina pospeševalnikov
- Skupina za računalniško fiziko
- Energetska skupina
- Skupina za zgodovino fizike
- Skupina Fizike za razvoj
- Skupina za tehnologijo in inovacije

## Nagrade
EPS podeljuje številne nagrade, med drugim Edison Volta nagrado nagrado EPS za evrofiziko,  za nagrado za statistiko in nelinearno fiziko, nagrado za visoko energijo  delcev  ter nagrado Rolf Wideroe .
Priznava tudi mesta, ki so zgodovinsko pomembna za napredek na področju fizike, kot sta Laboratorij Blackett (Združeno kraljestvo) leta 2014  in Residencia de Estudiantes (Španija). 

## Objave
Njegov časopis je EPL ;  med drugimi publikacijami sta tudi Europhysics News  in European Journal of Physics . 

## Predsedniki
- 2019 – danes: Petra Rudolf (Nemčija)
- 2017–19: Rüdiger Voss (Nemčija)
- 2015–17: C. Rossel (Švica)
- 2013–15: John M. Dudley (Francija)
- 2011–13: Luisa Cifarelli (Italija)
- 2009–11: M. Kolwas (Poljska)
- 2007–9: Friedrich Wagner (Nemčija)
- 2005–7: O. Poulsen (Danska)
- 2003–5: MCE Huber (Švica)
- 2001–3: M. Ducloy (Francija)
- 1999–2001: Arnold Wolfendale (Združeno kraljestvo)
- 1997–99: Denis Weaire (Irska)
- 1995–97: Herwig Schopper (Nemčija)
- 1993–95: N. Kroo (Madžarska)
- 1991–93: M. Jacob (Švica)
- 1988–91: RA Ricci (Italija)
- 1986–88: W. Buckel (Nemčija)
- 1984–86: GH Stafford (Združeno kraljestvo)
- 1982–84: Jacques Friedel (Francija)
- 1980–82: AR Mackintosh (Danska)
- 1978–80: Antonino Zichichi (Italija)
- 1976–78: I. Ursu (Romunija)
- 1972–76: HBG Casimir (Nizozemska)
- 1970–72: Erik Gustav Rydberg (Švedska)
- 1968–70: G. Bernardini (Italija)